# Jocou
Montagne de Jocou lub Jocou – szczyt w Préalpes du Dauphiné, części Alp Zachodnich. Leży w południowo-wschodniej Francji w regionie Owernia-Rodan-Alpy. Jest to najwyższy szczyt masywu Diois.